# 2,6-di-hidroxitolueno
2,6-di-hidroxitolueno, também chamado de 2-metilresorcinol ou 2-metil-1,3-benzenodiol, é um composto orgânico, um bifenol do tolueno, de fórmula C7H8O2 e massa molecular 124,14. É classificado com o número CAS 608-25-3. Apresenta ponto de fusão de 118-120 ºC, ponto de ebulição de 264 ºC. Apresenta-se como cristais brancos a quase brancos.
O 2,6-di-hidroxitolueno é utilizado como componente de tinturas para o cabelo, agentes anti-caspa em shampoos e cosméticos de proteção solar. É também usado como um intermediário químico para síntese de produtos farmacêuticos para o tratamento de acne e outras condições da pele gordurosa e outros compostos orgânicos.